# Абу Бакр Мухаммад ібн Худ
Абу Бакр Мухаммад ібн Худ аль-Ватік (д/н — після 1248) — емір Мурсійської тайфи в 1238 році.

## Життєпис
Походив з династії Худидів. Син Мухаммада ібн Юсуфа ібн Худа, володаря Аль-Андалуса. 1238 року після загибелі Ібн Худа став еміром Мурсії. Через молодий вік регентом став його стрийко Алі ібн Юсуф ібн Худ. Втім той не мав значної підтримки. Невдовзі Абу Бакра разом з регентом повалено й ув'язнено Азізом ібн Хаттабом альфакі (радником) Ібн Худа.
1239 року після повалення Ібн Хаттаба загоном Зайяна ібн Марданіса отримав свободу. Дістав посаду алькайда міста Шатіва. У 1241 році визнав зверхність Хайме I, короля Арагону. 1244 року війська останнього взяли в облогу Шатіфу. В обмін на передачу Кастел-Менор арагонцям уклав мир. Натомість Абу Бакр отримав міста Вальяду і Монтезу. Але втратив їх під час Першого повстання мудехарів на чолі з Аль-Азраком. Після придушення повстання влада Абу Бакра була ще більш обмежена. Після придушення Другого повстання мудехарів усіх мусульман, зокрема й Абу Бакра з родиною, вислали з Шатіви. Згодом мешкав в Монтезі.